# Успальята
Успалья́та (ісп. Uspallata) — місто у департаменті Лас-Ерас аргентинської провінції Мендоса, розташоване поблизу кордону з Чилі.

## Історія

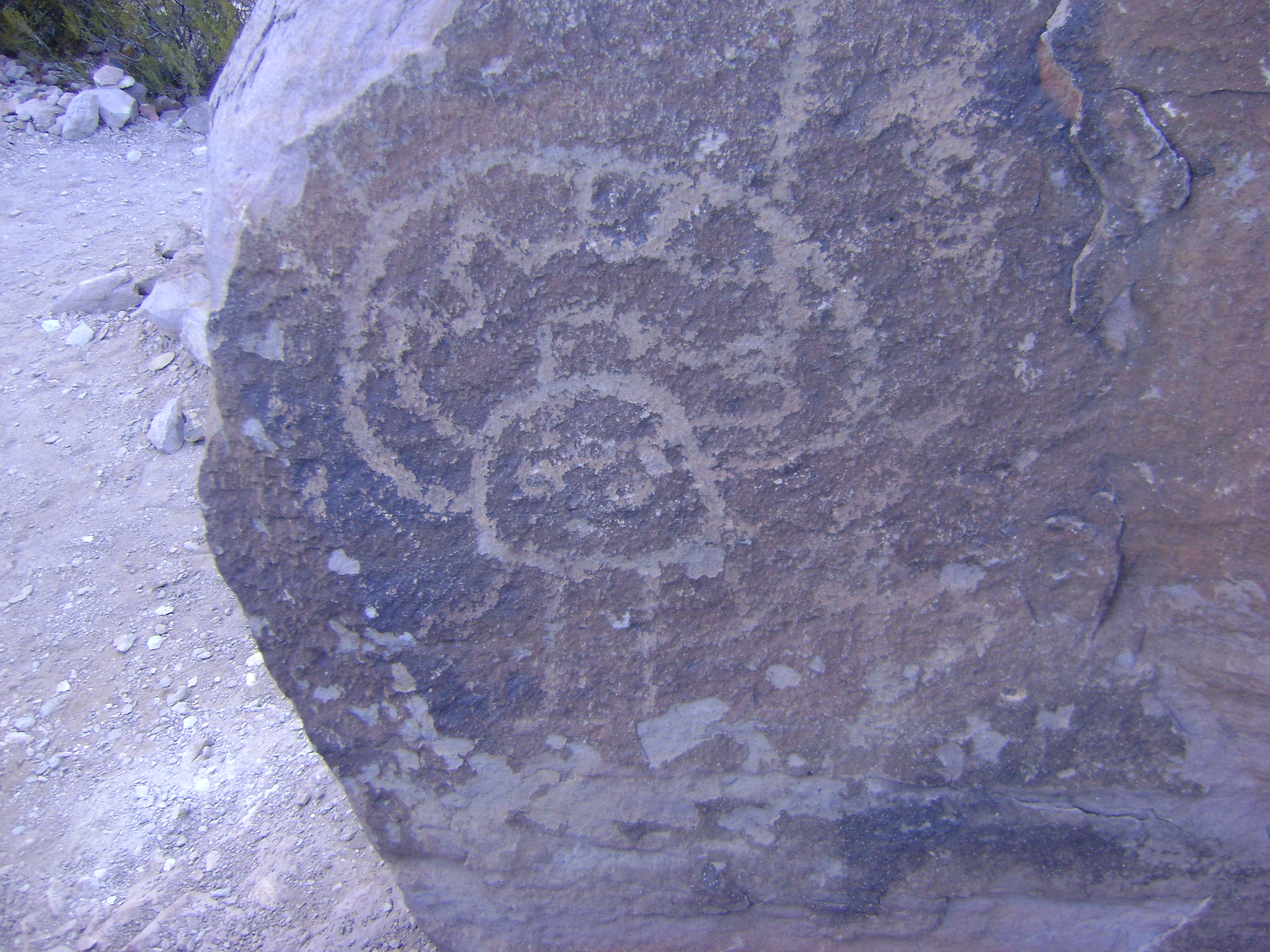
Петрогліф поблизу Успальяти
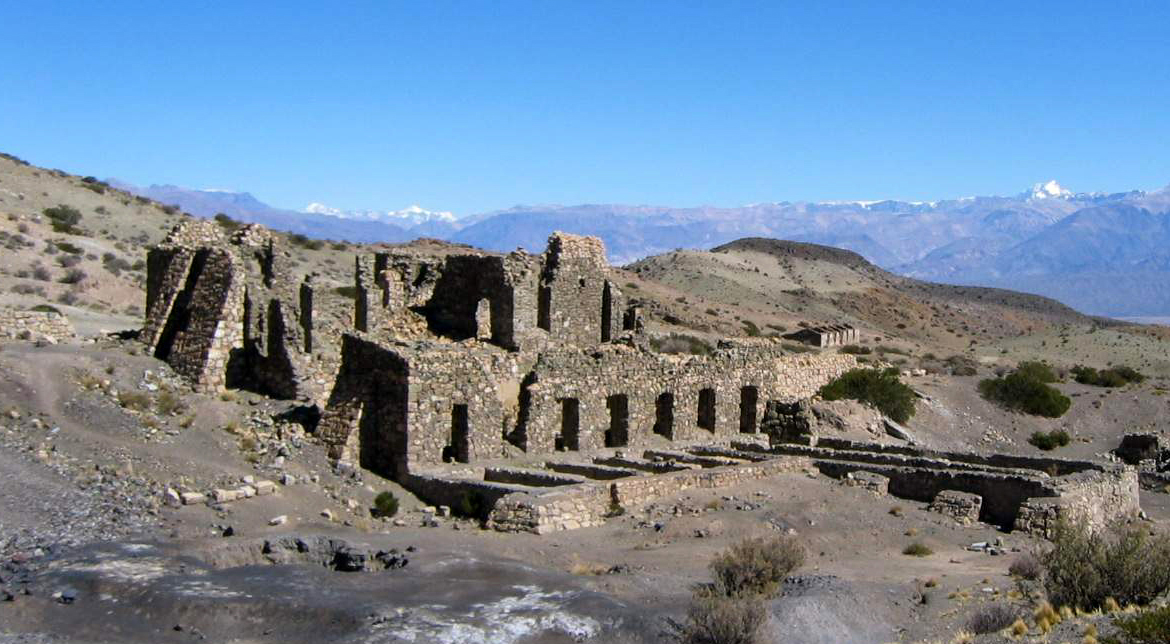
Руїни копалень Успальяти
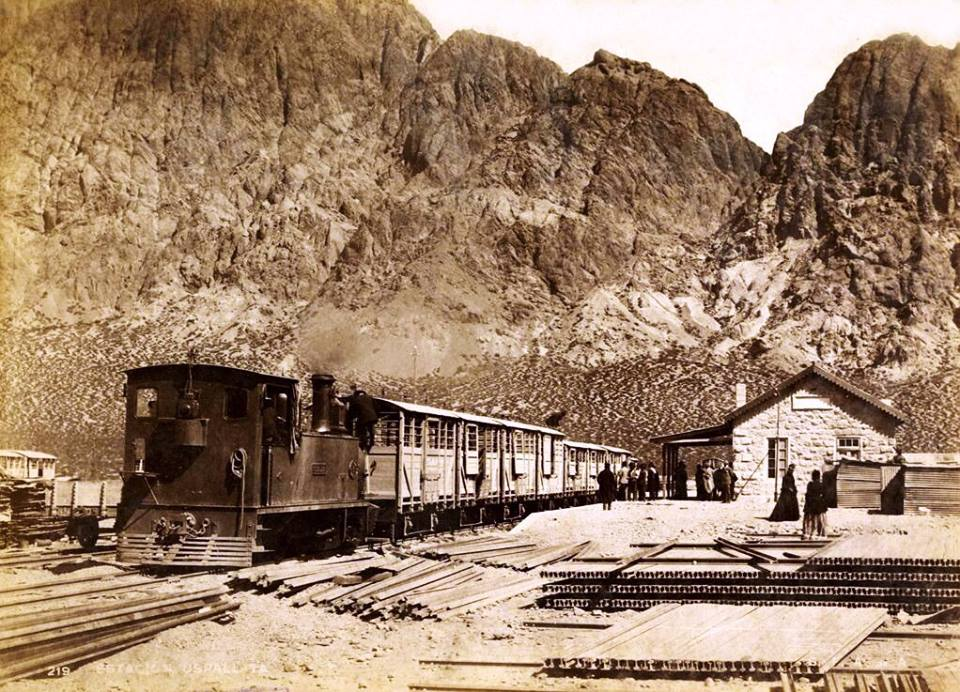
Залізнична станція Успальяти (1900)
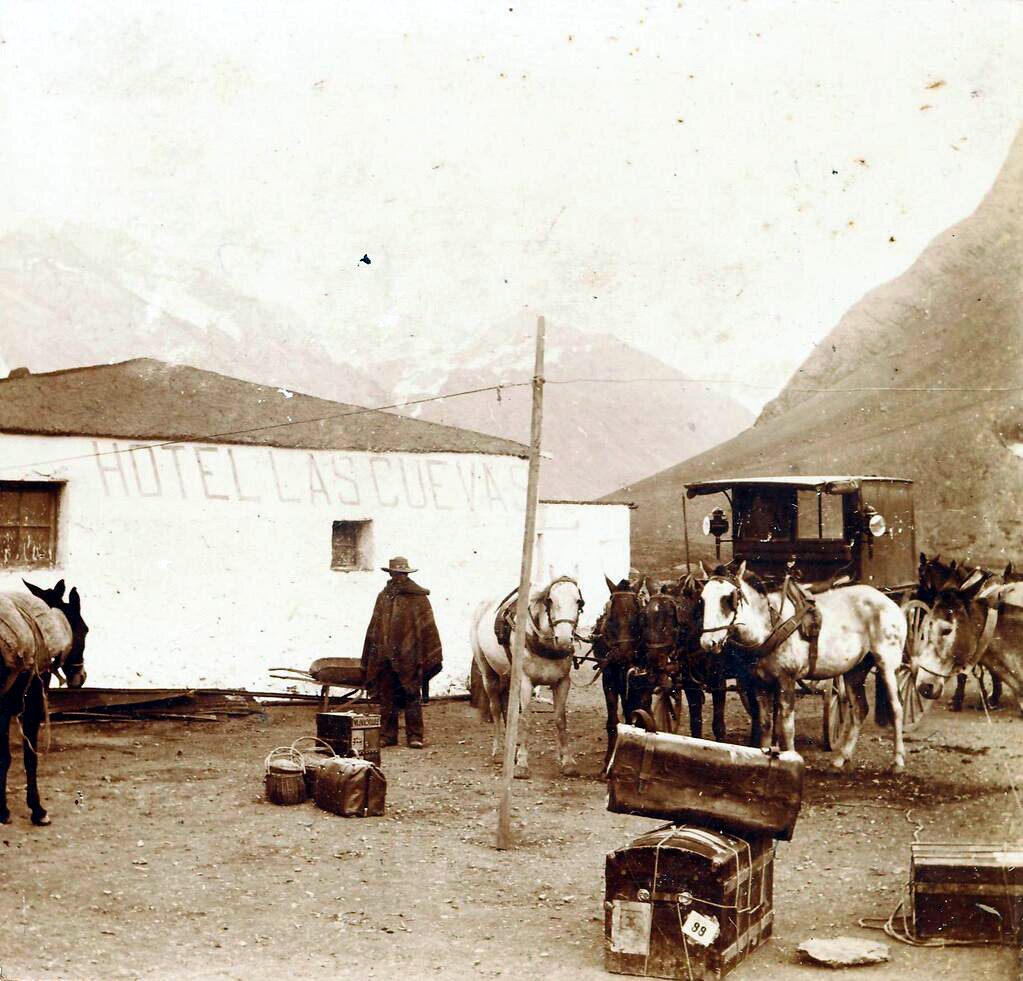
Готель на околиці Успальяти (кінець XIX ст.)

Місцевість, де нині знаходиться місто Успальята, була заселена давно. Про це свідчать петрогліфи на горі Тундукераль поблизу міста та інші археологічні знахідки, деякі з яких датуються 5000 р. до н.е.
Відомо, що в середині XVIII ст. вже існувало поселення Успальята, жителі якого займалися переважно видобутком корисних копалин (золота, срібна, свинцю, цинку, міді та інших металів) і скотарством. Вважається, що гірничою справою у цій місцевості займалися ще у доколумбові часи спочатку уарпе, а потім інки. З приходом єзуїтів видобувна діяльність активізувалася. Успальята стала одним з перших центрів видобутку корисних копалин на території Аргентини.
Єзуїти послали до цієї місцевості отця Хосе Лопеса-і-Соліса з метою навернення корінного населення у християнство. З того часу долина отримала назву Сан-Лоренсо-де-Успальята (ісп. San Lorenzo de Uspallata). Таку ж назву отримали навколишні копальні, відкриті 1683 року. На середину XVIII ст. у них працювали більше 4500 аборигенів. На цей період прийшлася найбільш інтенсивна розробка родовищ. Після вигнання єзуїтів 1767 року копальні були покинуті.
Успальята відігравала важливу роль в історичній кампанії Війська Анд. Вона була місцем, де об'єдналися два війська перед переходом через Анди. Перевалом Успальята Військо Анд на чолі з Хуаном Грегоріо де лас Ерасом перетнуло гори 1817 року з метою звільнити Чилі від роялістів.

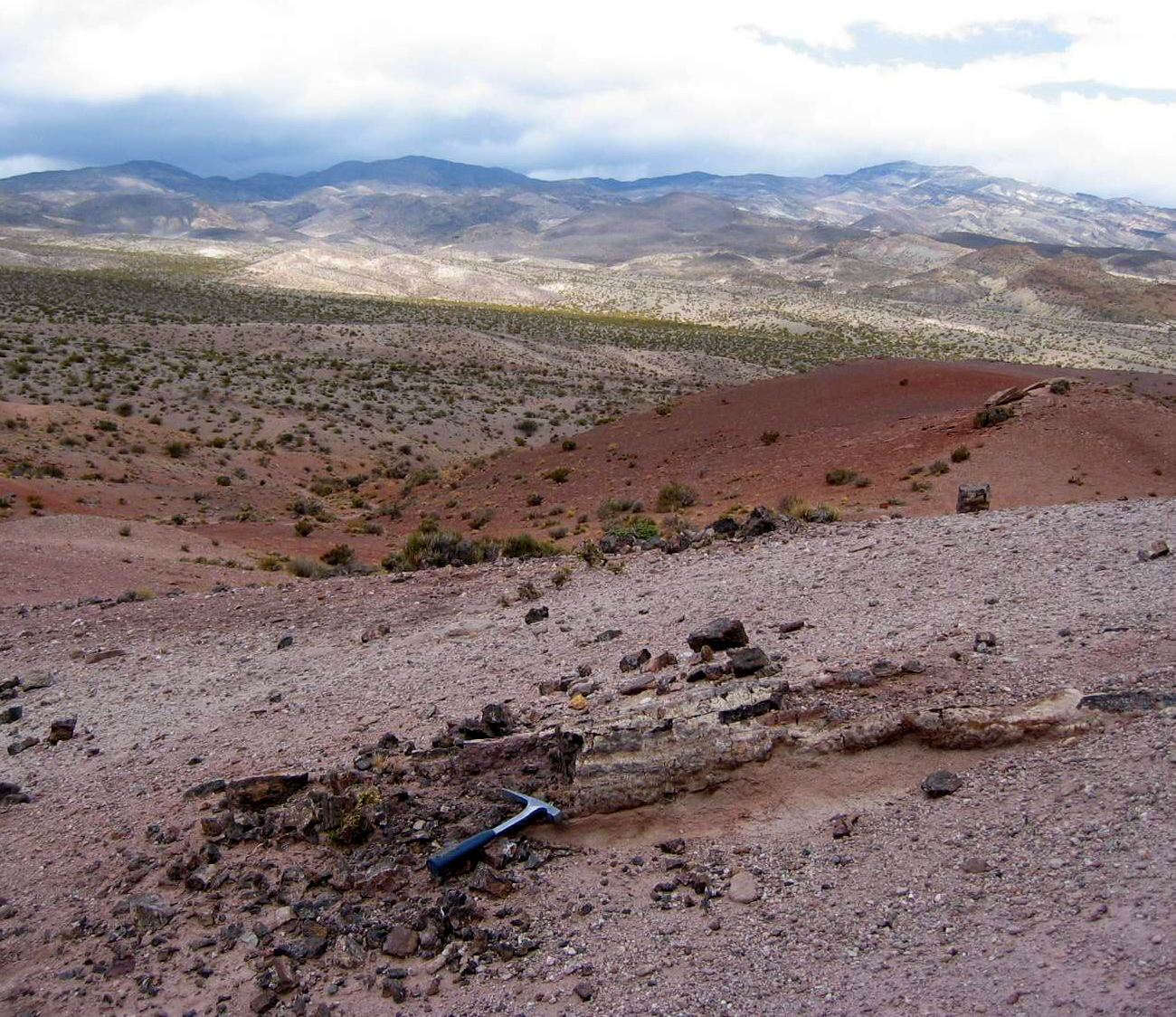
Скам'яніле дерево поблизу Успальяти
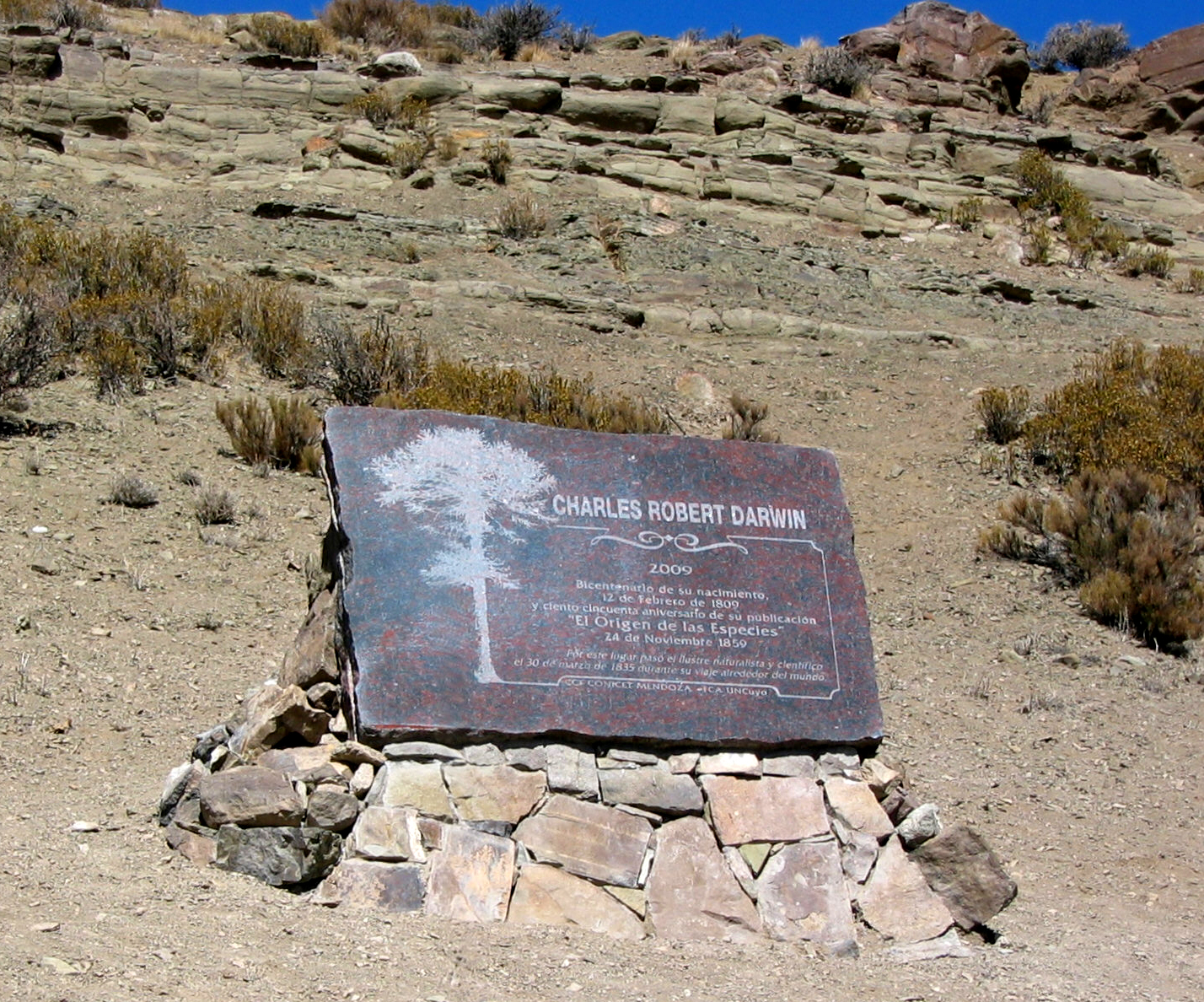
Меморіальна дошка про візит Дарвіна

30 березня 1835 року Успальяту відвідав англійський натураліст Чарльз Дарвін під час своєї навколосвітньої подорожі. Він першим описав скам'янілий ліс поблизу поселення, який нині носить його ім'я. Про цей візит нагадує спеціально встановлена меморіальна дошка.
З 1885 року в Успальяті відновився видобуток корисних копалин. Розробка велася підземним способом на більш ніж 40 рудних жилах. 1890 року видобуток було припинено через проблеми зі збагаченням. 1908 року роботу шахт було поновлено і остаточно зупинено вже у 1940-х роках.
22 лютого 1891 року було добудовано гілку Трансандійська залізниця з Мендоси до Успальяти. 1903 року гілка досягла аргентино-чилійського кордону. Впродовж більшої частини ХХ ст. в Успальяті діяла залізнична станція. Останній пасажирський поїзд там пройшов 1979 року. 1984 року колії були частково зруйновані лавиною, тому залізницю перестали використовувати для міжнародних перевезень. 
Нині Успальята є важливим туристичним центром, оскільки це найближче порівняно велике місто біля гори Аконкагуа і туристи часто зупиняються тут перед сходженням на найвищу вершину Америки.

## Клімат
Успальята знаходиться у зоні холодного аридного клімату (BWk за класифікацією Кеппена). Річна кількість опадів у середньому складає 156 мм. Літа теплі, зими помірно холодні, іноді зі снігопадами. Для міста характерні значні добові коливання температури.
| Клімат Успальяти                                           | Клімат Успальяти | Клімат Успальяти | Клімат Успальяти | Клімат Успальяти | Клімат Успальяти | Клімат Успальяти | Клімат Успальяти | Клімат Успальяти | Клімат Успальяти | Клімат Успальяти | Клімат Успальяти | Клімат Успальяти | Клімат Успальяти |
| Показник                                                   | Січ.             | Лют.             | Бер.             | Квіт.            | Трав.            | Черв.            | Лип.             | Серп.            | Вер.             | Жовт.            | Лист.            | Груд.            |                  |
| Абсолютний максимум, °C                                    | 37,2             | 35,8             | 35,4             | 32,1             | 29,3             | 28               | 29,1             | 30,4             | 31,9             | 33,5             | 34,6             | 37,8             |                  |
| Середній максимум, °C                                      | 25               | 24,1             | 21,4             | 18,4             | 14,3             | 11,5             | 11,2             | 12,2             | 14,2             | 17,3             | 21,1             | 23,9             |                  |
| Середня температура, °C                                    | 17,1             | 16               | 13,4             | 10,6             | 7,4              | 5                | 4,6              | 5,2              | 7,1              | 10,1             | 13,1             | 16               |                  |
| Середній мінімум, °C                                       | 9,2              | 8,0              | 5,5              | 2,8              | 0,5              | −1,5             | −2               | −1,7             | 0                | 2,9              | 5,2              | 8,2              |                  |
| Абсолютний мінімум, °C                                     | 0                | −0,5             | −5,4             | −8,1             | −15,1            | −17,5            | −17,9            | −13,1            | −12,6            | −8,1             | −4,7             | −2,5             |                  |
| Норма опадів, мм                                           | 24               | 25               | 15               | 6                | 6                | 8                | 9                | 11               | 7                | 9                | 16               | 20               |                  |
| ---------------------------------------------------------- | ---------------- | ---------------- | ---------------- | ---------------- | ---------------- | ---------------- | ---------------- | ---------------- | ---------------- | ---------------- | ---------------- | ---------------- | ---------------- |
| Джерело: Climate-data.org, Servicio Meteorológico Nacional |                  |                  |                  |                  |                  |                  |                  |                  |                  |                  |                  |                  |                  |

## Транспорт
Успальята знаходиться поблизу кордону з Чилі на національному автошляху №7, який з'єднує її з містом Мендоса, яке розташовується за 100 км. Через це місто також проходить автошлях №52, який пов'язує його з кількома природоохоронними територіями, зокрема скам'янілим лісом Дарвіна. Крім цього, в Успальяті знаходиться нульовий кілометр національного автошляху №149, який поєднує її з населеними пунктами провінції Сан-Хуан.
Також через місто проходить гілка залізниці ім. Бельграно, яка використовується виключно для вантажних перевезень.

## Населення
Населення міста Успальята на 2017 рік оцінюється в 11 тисяч жителів. За даними перепису населення, проведеного INDEC 2010 року, кількість мешканців Успальяти складає 9654 осіб.

## Галерея

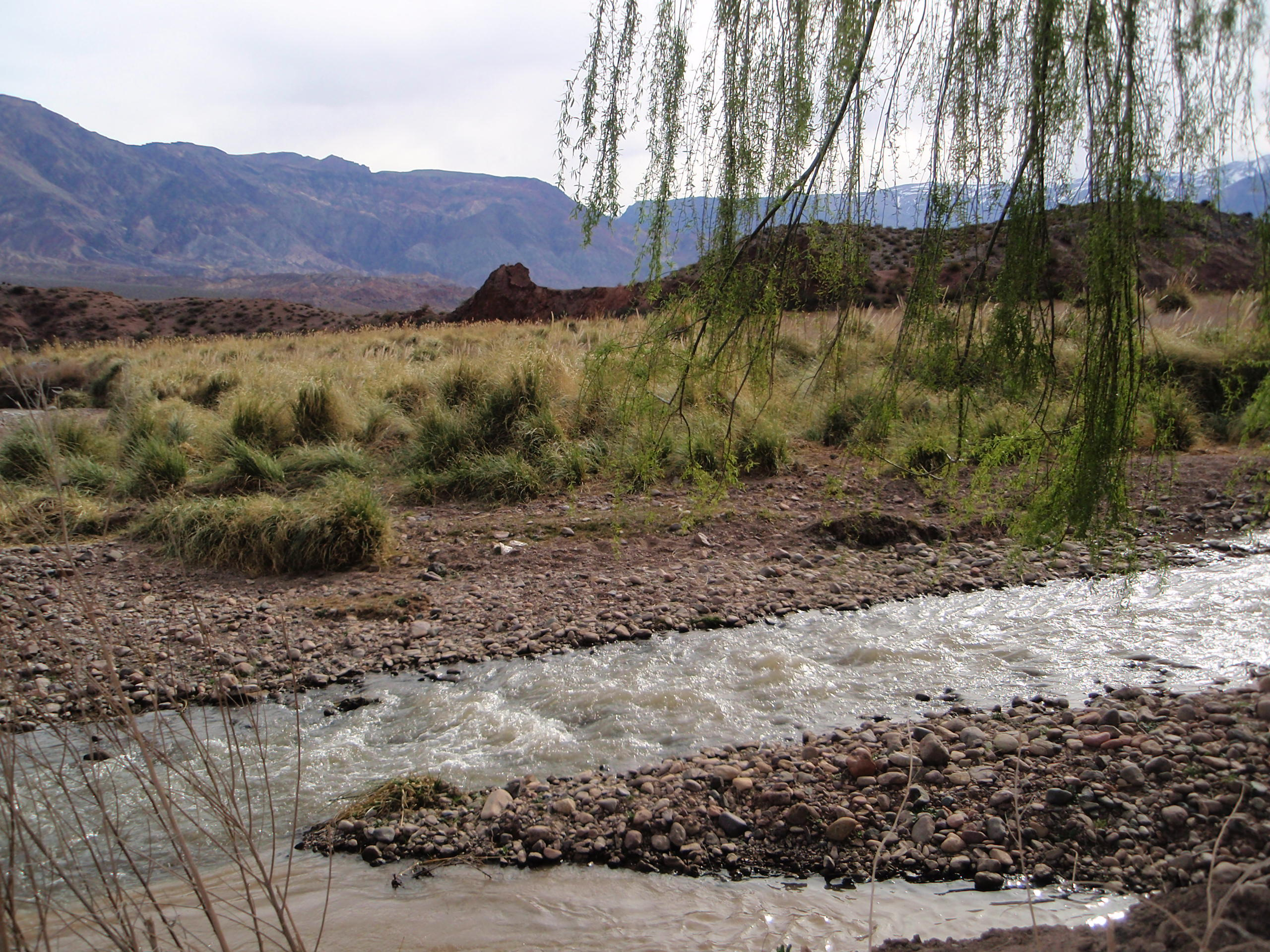
Типові пейзажі Успальяти
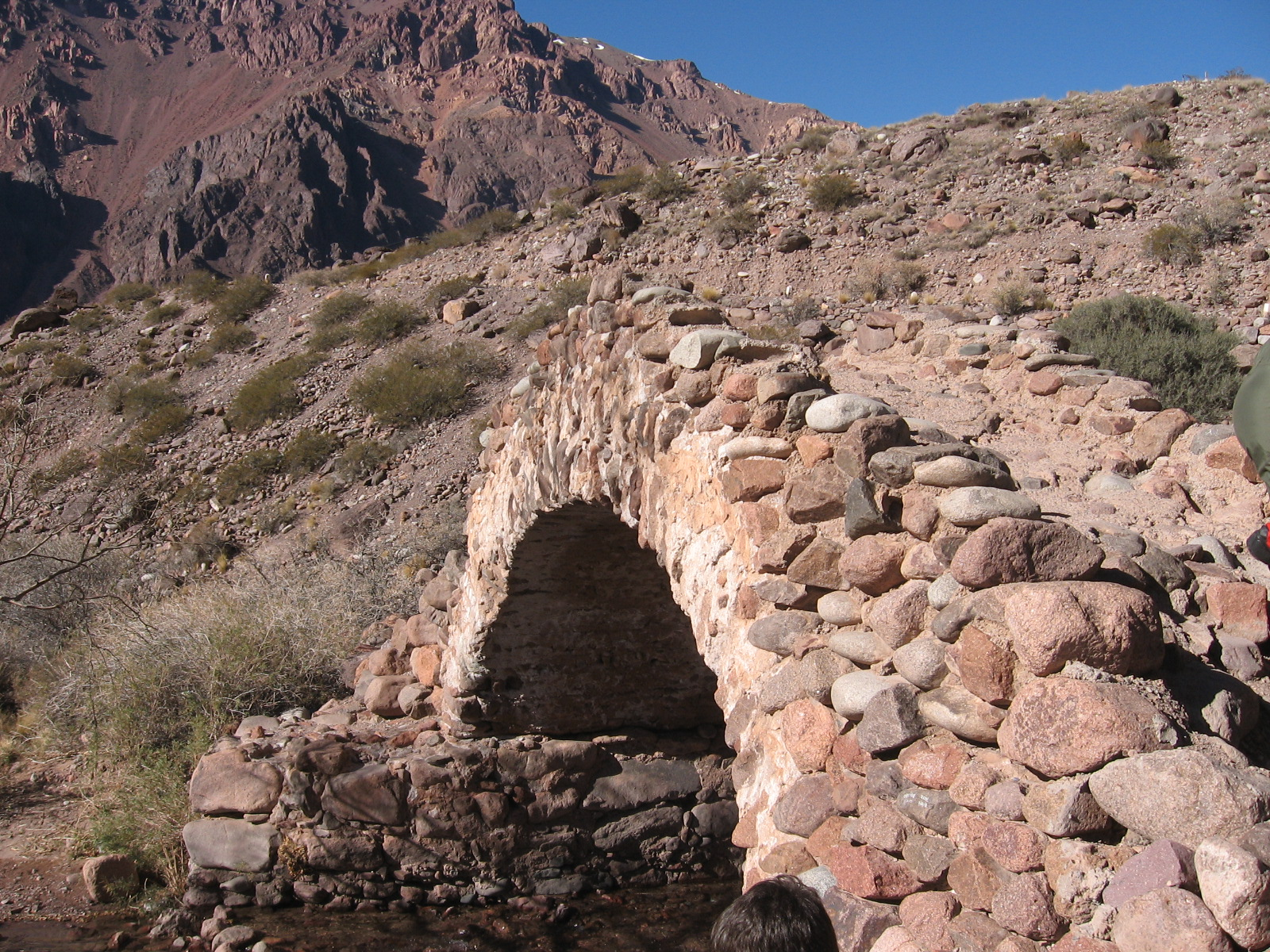
Міст колоніальних часів
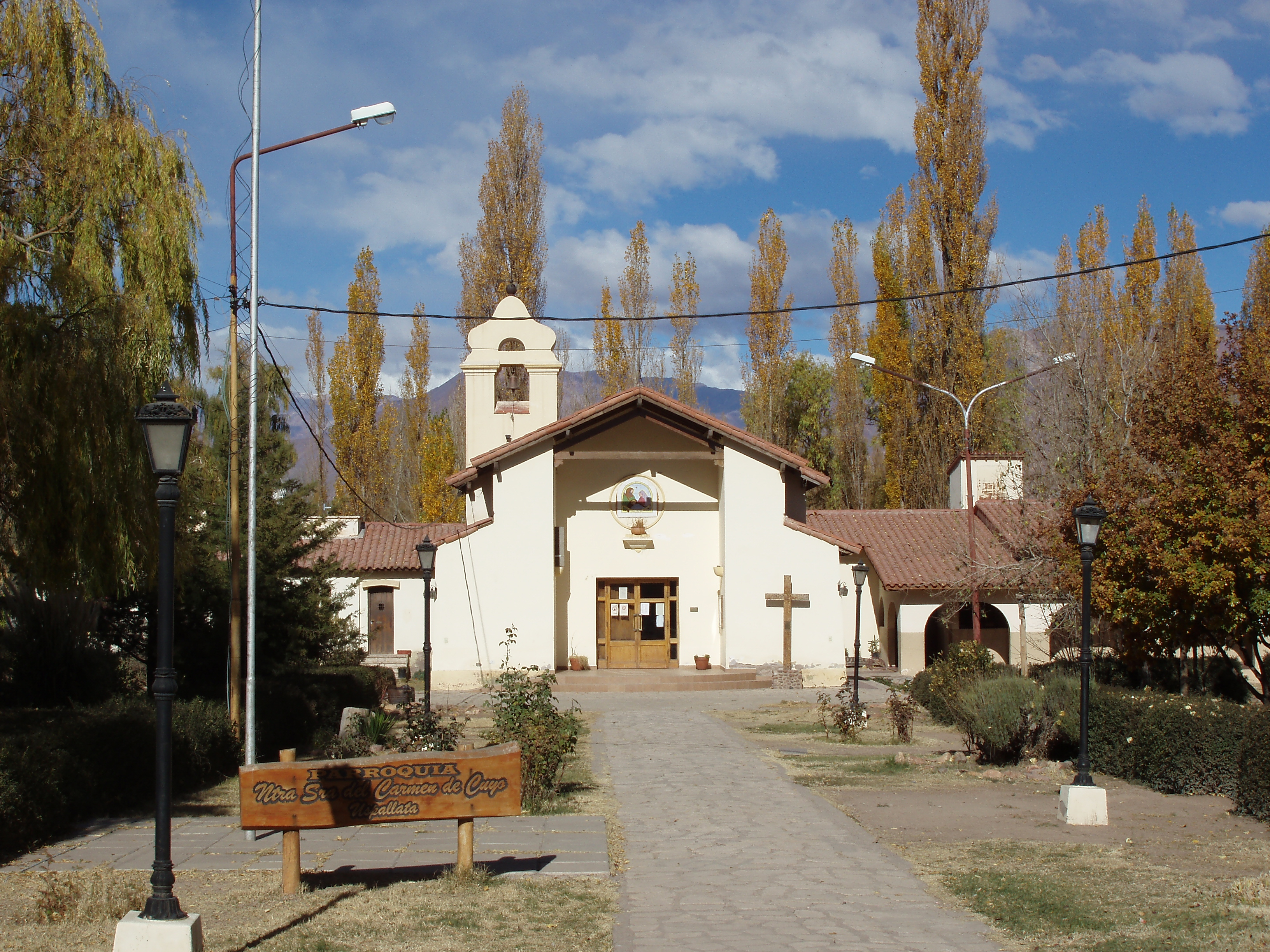
Церква Діви Марії дель Кармен де Куйо
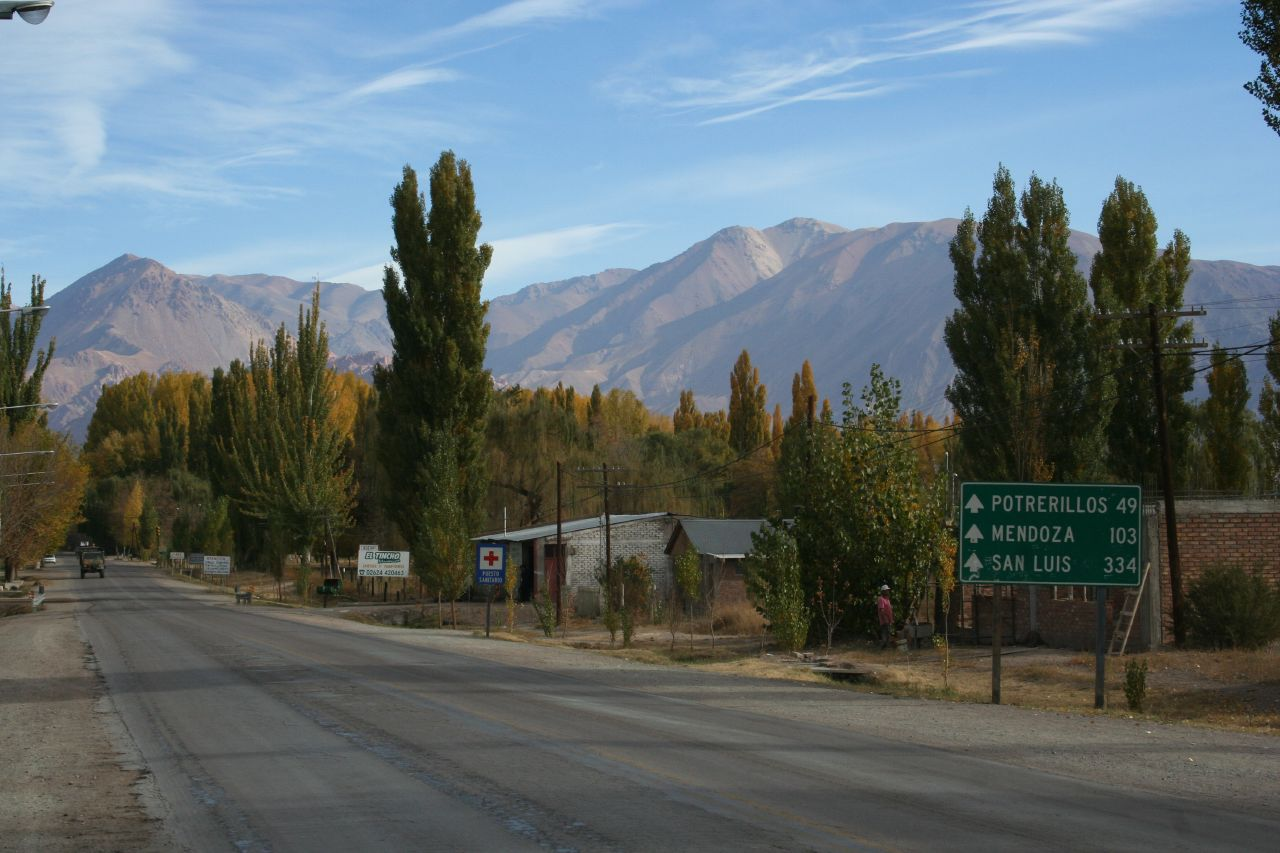
Виїзд з міста
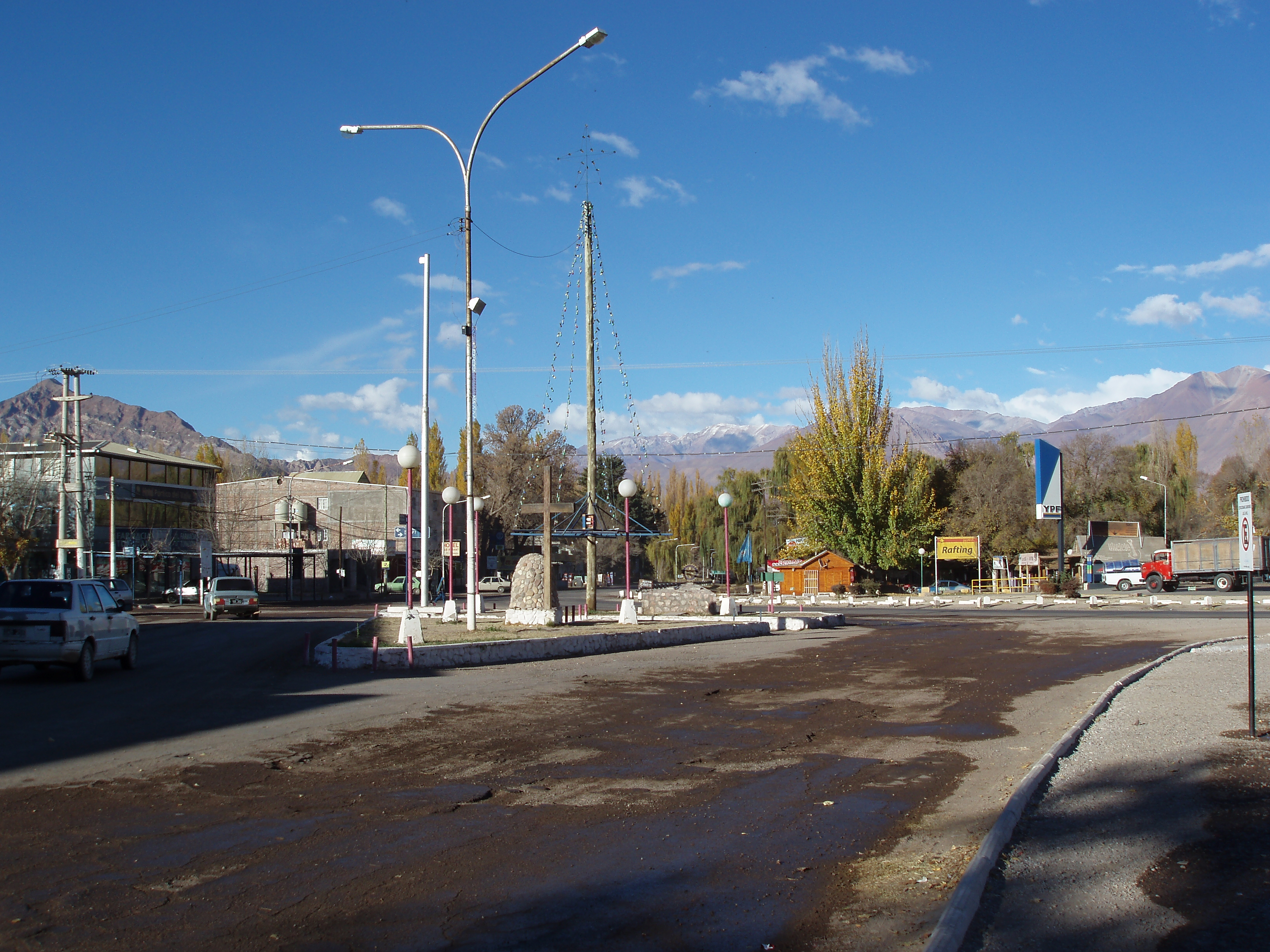
Вулиці міста
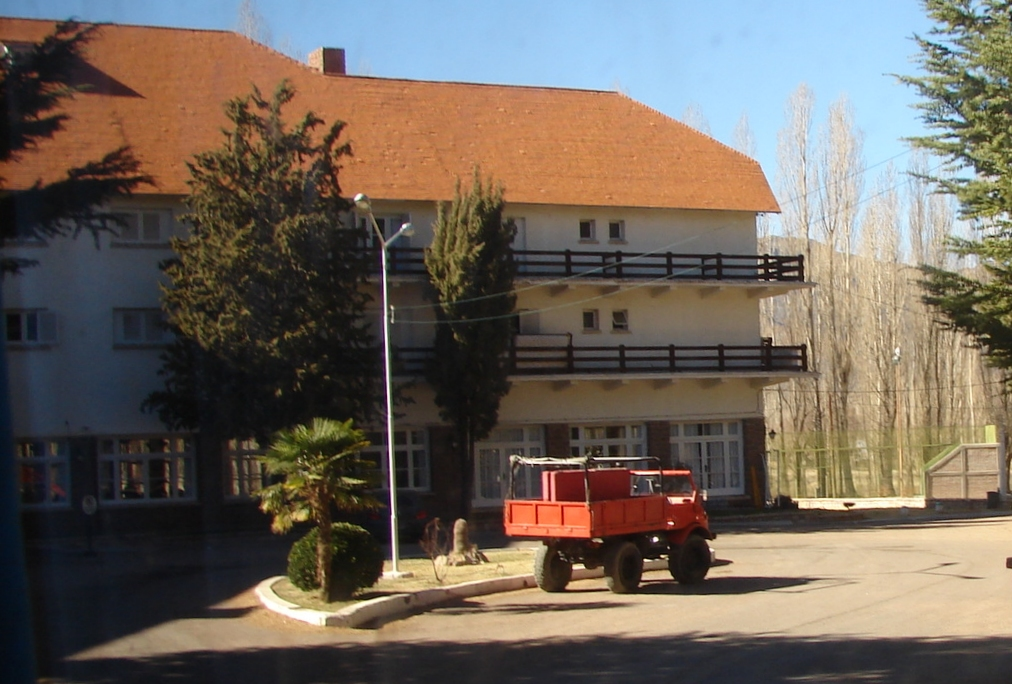